# Gruetli-Laager
Gruetli-Laager ist eine City im Grundy County im US-Bundesstaat Tennessee. Das U.S. Census Bureau hat bei der Volkszählung 2020 eine Einwohnerzahl von 1.742 ermittelt.
Er liegt auf dem südlichen Teil des Cumberland-Plateaus, etwa auf halbem Weg zwischen dem Sequatchie Valley am östlichen Hang der Hochebene und dem Highland Rim am westlichen Hang der Hochebene. Nördlich von Gruetli-Laager fließt der Collins River, ein 108 km langer Nebenfluss des Cumberland River. Gruetli-Laager erstreckt sich über mehrere Kilometer entlang des Tennessee Highway 108. Westlich von Gruetli-Laager schneidet der TN-108 den Tennessee Highway 56.
Im Jahr 2023 lebten in dem Ort 1784 Menschen, verteilt über 720 Haushalte und 540 Familien.

## Geschichte
Gruetli wurde im Jahre 1869 von deutschsprachigen Schweizer Kolonisten gegründet. Einer der treibenden Kräfte hinter dieser Ansiedlung war Peter Staub, ein Schweizer, der in Knoxville lebte. 1880 lebten 227 Schweizer im Grundy County und damit war der Ort die zahlenmäßig größte Schweizer Kolonie im Staat Tennessee.
Anfang des 20. Jahrhunderts wurde in den Bergen östlich von Gruetli eine Eisenbahnstrecke für verschiedene Steinkohlenbergbaubetriebe in der Gegend gebaut. Laager (anfangs Henley-Switch genannt) wurde im Jahre 1918 als Eisenbahn-Zwischenstopp gegründet. Gruetli und Laager schlossen sich dann im Jahr 1980 zu der neuen Gemeinde Gruetli-Laager zusammen.